# جون مارك ماكميلان
جون مارك ماكميلان (بالإنجليزية: John Mark McMillan)‏ هو مغن مؤلف أمريكي، ولد في 27 نوفمبر 1979 في تشارلوت في الولايات المتحدة.

## وصلات خارجية
- الموقع الرسمي
- جون مارك ماكميلان على موقع IMDb (الإنجليزية)
- جون مارك ماكميلان على موقع ميوزك برينز (الإنجليزية)
- جون مارك ماكميلان على موقع ديسكوغز (الإنجليزية)